# ابن عوض
أحمد بن محمد بن عوض المرداوي المقدسي المصري الأزهري ويعرف بـ ابن عوض (ت. بعد 1140هـ)، فقيه حنبلي.

## سيرته
ولد في مَردا ونشأ بها، وقرأ على مشايخ بلده والقرىٰ التي حولها، ومشايخ نابلس، ثم ارتحل إلى دمشق فقرأ على مشايخها، ثم رحل إلى القاهرة فلازم محقق المذهب محمد بن أحمد الخلوتي وقرأ عليه في الفقه قراءة خاصة وعامة، ثم لازم أكبر أصحاب الخلوتي وهو عثمان بن أحمد النجدي نزيل القاهرة، وانتفع به في المذهب وغيره فتمهر في الفقه، وشارك في أنواع العلوم من القراءات، والنحو، والصرف والمعاني والبيان وغير ذلك.

## تلاميذه
- أحمد الدمنهوري وغيرهم.

## مؤلفاته
- حاشية على دليل الطالب، تقع في ثلاثين كراسًا، وهي مفيدة جدًّا.

- رسالة تسمى طَرَفُ الطَّرْفِ في مسألةِ الصوتِ والحَرْفِ.
- فتح مولي المواهب على هداية الراغب، وهي حاشية هذا الكتاب.